# Страх негативної оцінки
Страх негативної оцінки (СНО, англ. FNE) або страх невдачі, також відомий як атихіфобія, — це психологічна конструкція, яка відображає « побоювання щодо оцінок інших, страждання через негативні оцінки інших і очікування, що інші оцінять одного негативно». Конструкт і психологічний тест для його вимірювання були визначені Девідом Вотсоном і Рональдом Френдом у 1969 році FNE пов'язаний із специфічними параметрами особистості, такими як тривожність, покірливість та уникнення соціального спілкування. Люди, які мають високі оцінки за шкалою FNE, дуже стурбовані пошуком соціального схвалення або уникненням несхвалення з боку інших і, можливо, схильні уникати ситуацій, коли їм доводиться проходити оцінювання. Суб'єкти з високим FNE також краще реагують на ситуаційні фактори. Це було пов'язано з конформізмом, просоціальною поведінкою та соціальною тривогою.

## Тест СНО (FNE)
Оригінальний тест «Страх перед негативною оцінкою» складається з тридцяти завдань із реченням у форматі відповіді, на виконання якого потрібно приблизно десять хвилин. Оцінки за шкалою варіюються від 0 (низький СНО) до 30 (високий СНО). У 1983 році Марк Лірі представив коротку версію СНО, що складається з дванадцяти оригінальних запитань за 5-бальною шкалою Лайкерта (англ. BFNE). Оцінки за шкалою варіюються від 12 (низький СНО) до 60 (високий СНО).

### Надійність
Було продемонстровано, що як оригінальний тест з тридцяти пунктів, так і короткий тест СНО з дванадцяти пунктів мають високу внутрішню послідовність. Оригінальна та коротка версії дуже тісно співвідносяться.

### Термін дії
FNE не сильно корелює з іншими показниками соціального страху, такими як шкала СУМНИХ ОСІБ і шкала тривожності взаємодії.

## Соціальна тривожність
Соціальна тривога частково є відповіддю на негативну оцінку, яку сприймають інші. У той час як СНО пов'язаний зі страхом отримати несприятливу оцінку під час участі в соціальній ситуації, соціальна тривожність визначається як суто емоційна реакція на такий тип соціальної ситуації. Коли пацієнти з соціальною фобією оцінюють свої стосунки, вони надзвичайно бояться негативної оцінки та виявляють високий ступінь СНО. Як обговорювала Дебора Рот Ледлі, суб'єктів дослідження просили виступити з промовою після завершення завдання парадигми точкового зондування . Після негативного виразу обличчя учасники з низьким СНО не виявляли підвищеного побоювання, тоді як учасники з високим СНО виявляли більше побоювання.
СНО є прямою причиною розладів харчової поведінки, викликаних соціальною тривогою, тобто страхом отримати негативну оцінку за зовнішнім виглядом. Це вище, ніж депресія та соціальне порівняння серед причин розладів харчової поведінки. Це пояснюється тим, що СНО є основою булімічних настроїв і незадоволення тілом.
Дослідження було проведено за участю 64 студентів, які спеціалізуються в різних галузях техніки з Університету VIT-Chennai. Крім того, зразками для дослідження є студенти денного навчання та мешканці гуртожитку. Крім того, результати виявили суттєвий позитивний зв'язок між тривогою та занепокоєнням отримати погану рецензію. Крім того, була сильна позитивна кореляція між станом тривоги та почуттям негативізму.

## Спадковість
Було припущено, що СНО має певний генетичний компонент, як і інші характеристики особистості, такі як тривожність, покірливість та уникнення соціального спілкування. У дослідженнях близнюків було виявлено, що показники BFNE мають генетичний компонент. Крім того, бали BFNE та базовий опитувальник Dimensional Assessment of Personality Pathology-Basic Questionnaire генетично корельовані. Було припущено, що гени, які впливають на страх негативної оцінки, впливають на низку тривожних форм поведінки особистості.

## Судження та сприйняття
Вінтон, Кларк і Едельманн (1995) виявили, що особи, які мають вищі результати за СНО, точніше визначають негативні вирази. Також виявилося, що особи, які отримали вищі бали за СНО, переоцінюють негативні соціальні характеристики (наприклад, незграбність, довгі перерви у мовленні) і недооцінюють позитивні соціальні характеристики (наприклад, впевненість, самовпевненість), які вони демонструють під час публічних виступів. Оратори з низьким СНО переоцінюють свою ефективність у публічних виступах. Навпаки, мовці з високим СНО були більш ефективними у своєму спілкуванні відповідно до фактичного розуміння слухача. На спортивній арені баскетболісти з низьким СНО змогли витримати більш високий рівень тиску та продовжувати підтримувати рівень продуктивності, тоді як баскетболісти з високим СНО показали значне зниження продуктивності під тиском.